# Chibi-Robo!
Chibi-Robo! ist eine Plattformer-Adventure-Spielreihe von Nintendo. Sie umfasst bisher fünf Spiele, welche alle von Skip Ltd. entwickelt wurden.

## Spiele

### Chibi-Robo!
Chibi-Robo! (voll betitelt: Chibi-Robo! Plug into Adventure!) ist das erste Spiel der Serie, welches für den Nintendo GameCube veröffentlicht wurde. Am 23. Juni 2005 erschien das Spiel in Japan und ein Jahr später erschien es am 26. Mai in Europa und am 8. Februar in Nordamerika. Ursprünglich als Point-and-Click-Adventure geplant, wurde die Entwicklung auf Eis gelegt, bis Shigeru Miyamoto Interesse bekam und alles überarbeitete.
Der Spieler übernimmt die Rolle des kleinen Roboters Chibi-Robo, welcher 10 cm groß ist und einen Stecker als eine Art Schwanz hat. Der Spieler muss Haushaltsaufgaben lösen und damit Happy Points sammeln.
Am 11. Juni 2009 erschien in Japan eine „New Play Control!“-Ausgabe für die Wii.

### Chibi-Robo!: Park Patrol
Am 5. Juli 2007 erschien zunächst nur in Japan Chibi-Robo!: Park Patrol für den Nintendo DS, welches die Fortsetzung des GameCube-Spiels ist. Am 2. Oktober desselben Jahres erschien das Spiel in Nordamerika und am 20. März 2008 in Australien.
Im Gegensatz zum ersten Teil spielt es nicht in einem Haus, sondern in einem Park, den es wiederzubeleben gilt. Der Spieler züchtet Samen zu Blumen und kann auch das Gelände verändern.

### Okaeri! Chibi-Robo! Happy Richie Ōsōji!
Okaeri! Chibi-Robo! Happy Richie Ōsōji! ist das dritte Spiel der Serie. Es wurde am 23. Juli 2009 nur in Japan veröffentlicht.
In dem Spiel geht es darum, das Haus mit einem winzigen Staubsauger zu reinigen.

### Chibi-Robo! Let’s Go Photo!
Chibi-Robo! Let’s Go Photo, in Nordamerika Chibi-Robo! Photo Finder, ist das vierte Spiel der Serie. Es wurde am 3. Juli 2013 in Japan, am 9. Januar 2014 in Nordamerika und am 3. Juli 2014 in den PAL-Regionen nur im Nintendo eShop des Nintendo 3DS veröffentlicht.
Das Spiel unterscheidet sich stark von den anderen, denn es geht darum, Alltagsgegenstände zu sammeln und in einem Museum auszustellen. Es gibt zwar immer noch Reinigungsabschnitte, aber diese sind in Missionen umgewandelt. Man kann immer mit dem Chibi-PC darauf zugreifen.
Sobald man einen Film kauft, kann man ein Foto mit dem Kamera-System des Nintendo 3DS aufnehmen. Ziel ist es dann, einen Gegenstand zu finden, der den Umrissen entspricht. Hat der Spieler ihn gefunden, hat er zehn Versuche, das beste Bild zu machen.

### Chibi-Robo! Zip Lash
Chibi-Robo! Zip Lash ist ein Side-Scrolling-Plattformer und der fünfte Teil der Serie. Er erschien in Japan am 8. Oktober 2015 und einen Tag danach in Nordamerika. In Europa wurde das Spiel am 6. November 2015 und in Australien einen Tag später veröffentlicht. Das Spiel erschien für den Nintendo 3DS. Eine Version, die die Amiibo von Chibi-Robo und das Spiel in einer Box enthält, wurde auch veröffentlicht.
Der Schwerpunkt liegt auf Kampf und Erkundung. Mit seinem Schwanz kann Chibi-Robo Gegner besiegen und sich an Objekten festhalten.